# Bangladeschische Fußballnationalmannschaft (U-20-Männer)
Die bangladeschische Fußballnationalmannschaft der U-20-Männer ist die Auswahl bangladeschischer Fußballspieler der Altersklasse U-20, die die Bangladesh Football Federation auf internationaler Ebene, beispielsweise in Freundschaftsspielen gegen die Junioren-Auswahlmannschaften anderer nationaler Verbände, aber auch bei der U-19-Asienmeisterschaft des Kontinentalverbandes AFC oder der U-20-Weltmeisterschaft der FIFA repräsentiert. Größter Erfolg der Mannschaft war der fünfte Rang bei der Asienmeisterschaft 1980.

## Teilnahme an Junioren- und U-20-Weltmeisterschaften
| Junioren-Weltmeisterschaft - 1977: nicht qualifiziert - 1979: nicht qualifiziert - 1981: nicht qualifiziert - 1983: nicht qualifiziert - 1985: nicht qualifiziert - 1987: nicht qualifiziert - 1989: nicht qualifiziert - 1991: nicht qualifiziert - 1993: nicht qualifiziert - 1995: nicht qualifiziert - 1997: nicht qualifiziert | - 1999: nicht qualifiziert - 2001: nicht qualifiziert - 2003: nicht qualifiziert - 2005: nicht qualifiziert U-20-Weltmeisterschaft - 2007: nicht qualifiziert - 2009: nicht qualifiziert - 2011: nicht qualifiziert - 2013: nicht qualifiziert - 2015: nicht qualifiziert - 2017: nicht qualifiziert - 2019: nicht qualifiziert |

## Teilnahme an U-19-Asienmeisterschaften
| - 1959: nicht qualifiziert - 1960: nicht qualifiziert - 1961: nicht qualifiziert - 1962: nicht qualifiziert - 1963: nicht qualifiziert - 1964 (Teilnehmer unbekannt) - 1965: nicht qualifiziert - 1966: nicht qualifiziert - 1967: nicht qualifiziert - 1968: nicht qualifiziert - 1969: nicht qualifiziert - 1970 (Teilnehmer unbekannt) - 1971: nicht qualifiziert | - 1972: nicht qualifiziert - 1973 (Teilnehmer unbekannt) - 1974 (Teilnehmer unbekannt) - 1975: Vorrunde - 1976: nicht qualifiziert - 1977: Vorrunde - 1978: Vorrunde - 1980: 5. Platz - 1982: nicht qualifiziert - 1985: nicht qualifiziert - 1986: nicht qualifiziert - 1988: nicht qualifiziert - 1990: nicht qualifiziert | - 1992: nicht qualifiziert - 1994: nicht qualifiziert - 1996: Vorrunde - 1998: nicht qualifiziert - 2000: nicht qualifiziert - 2002: Vorrunde - 2004: nicht qualifiziert - 2006: nicht qualifiziert - 2008: nicht qualifiziert - 2010: nicht qualifiziert - 2012: nicht qualifiziert - 2014: nicht qualifiziert - 2016: nicht qualifiziert - 2018: nicht qualifiziert |

## Ehemalige Spieler
- Foysal Ahmed Fahim (A-Nationalspieler)
- Monjurur Rahman Manik (A-Nationalspieler)
- Md Saad Uddin (2015, A-Nationalspieler)
- Mahbubur Rahman Sufil (2017, A-Nationalspieler)
- Masuk Mia Jony (2015, A-Nationalspieler)
- Rubel Miya (2013, A-Nationalspieler)